# قفل الأعلى (بني سعد)

تعديل مصدري - تعديل

قفل الأعلى هي إحدى قرى عزلة الوحاوح بمديرية بني سعد التابعة لمحافظة المحويت، بلغ تعداد سكانها 295 نسمة حسب تعداد اليمن لعام 2004.